# 去年來年
《去年來年》（日语：／）為NHK綜合頻道與NHK World Premium，自1955/1956年開始播出的新年節目，於每年12月31日至隔年1月1日以現場直播的方式播出。

## 概述

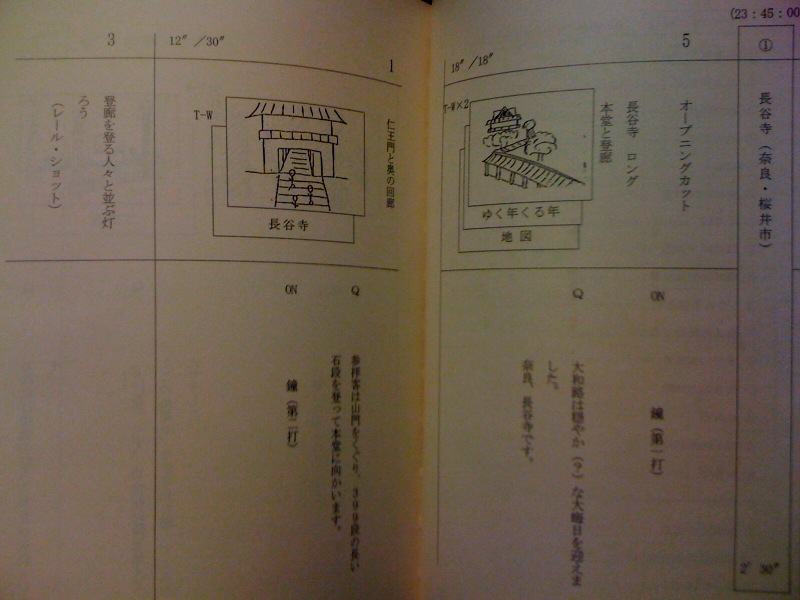
節目腳本內的分鏡與敘述。鐘響的時間為事先決定的。

節目會直播跨年前後日本各地（主要為宗教設施）夜晚的大晦日活動，與回顧與展望當年與來年的日本社會與文化的大事件。NHK本身和Video Research將此節目視為新聞節目，但亦有評論將此節目視為「究極的宗教節目」（五木寛之、河合隼雄）。
本節目收視率因憑藉著節目播出前的「NHK紅白歌合戰」的高關注度，每年皆有平均20%以上的高收視率，根據Video Research於1963年針對關東地區進行的調查，當年瞬時收視率甚至達到了57.4%。。

### 播出頻道
由NHK綜合頻道與NHK World Premium同時播出。
至2006/2007年為止本節目也於數位衛星高畫質頻道上同時播出，但頻道的組成有時會與綜合頻道不同。2002年至2004年因播出紅白總結節目，因此節目至23:59才開始播出。至2007/2008年為止，本節目也於NHK World TV同時播出，但在節目實施完全英語播出後即停止播出。2010/2011年與2011/2012年時，節目名稱為《Old Year New》，並提供英語疊加字幕取代英語同步口譯播出（2012/2013年時未有）。2008/2009年至2010/2011年也於BS2同步直播播出。
此外，儘管皆同屬NHK旗下頻道，但除綜合頻道與教育頻道、廣播第1頻率外，其他的頻道（BS1、BS Premium、廣播第2頻道、FM放送）基本上並沒有相對應的新年節目播出。衛星放送會播出來自日本國外NHK支局的新聞；教育頻道則會播出古典音樂會（大約於12月31日晚間9點左右至隔日上午1點），但節目並非現場直播，而是由多場的音樂會所組成的節目，也不會有跨年倒數的環節，但在1999/2000年時，節目中會顯示跨年倒數的計時器。2011/2012年後則播出《0655、2355 一起跨年特別節目》作為新年特別節目。

### 播出時間
電視頻道通常於當年12月31日 23:45至隔年1月1日 0:15分播出。但也有例外，大多集中於1970年代、1984年/1985年、1995年/1996年、2001年/2002年、2002年/2003年、2004年/2005年與最後以類比訊號播出的2010年/2011年皆延長播出時間至0:30，1981年/1982年為播出至上午1時，1982年/1983年播出至上午01:30，1999年/2000年播出至01:05，2000年/2001年播出至01:00。
至1982/1983年為止節目結束會播出新聞與天氣預報，在此時期新聞節目播出完經過10分鐘後除夕夜的節目就播出完畢，並會進行收播，以彩條信號的畫面播送，以利準備元旦上午6點開始放送，但1983/1984年以後節目播出結束還會有新春特別節目，也因此頻道的播出時間被延長，1995/1996年後則實現了通宵播出。

## 歷史
本節目於日本廣播放送開始2年後的1927年開播。此為JOAK（社團法人東京放送局，現為NHK放送中心）至寬永寺（東京上野）以廣播的方式播出，當時的節目名稱為「除夜的鐘」。本節目為至1925年3月23日開始播出的「股市現況」後日本播出時間最早的節目，娛樂界稱此節目為日本最早的現存節目。
節目的前二次播出實際上並未從寺廟進行現場直播，節目首次播出於1928年元旦0時，象徵除夕到來的鐘聲於攝影棚敲響，而同年的除夕夜至1929年元日凌晨的第2次播出，京都日日新聞於節目表標註播出「（下午）11時50分 除夕夜鐘聲」，節目播出自攝影棚附近神社的鐘樓所記錄的108次鐘聲，當時播出的情況也被NHK以影像的方式保存下來，並在2023年12月10日於NHK-FM放送（11:00-11:50）現場直播的「伊集院光的百年廣播」中作為節目內容的一部分播出。
目前節目的播出體制於1929年開始採用，當時節目至淺草寺現場直播迎接1929年開始的景象。當時節目於除夕23:50至元旦上午1時播出，節目的內容為參拜現場情況講解、除夕夜的鐘聲與雞鳴。
節目於1932年開始採用實況轉播至今，當年東京、大阪、名古屋、仙台、廣島、熊本的各個NHK放送局以當時仍於日本營運的朝鮮放送協会、京城中央放送局為中心，直播來自各地的寺廟的除夕夜鐘聲與迎接新春到來的景象。
1945/1946年，因《紅白音樂比賽》（《NHK紅白歌合戰》的前身）於12月31日22:20 - 1月1日 0:00播出，《除夕夜的鐘聲》於元旦0時才播出。
電視頻道於1953年/1954年除夕23:30至24:00播出《年末風景》節目，直播銀座和道頓堀的景象，隨後於元旦0:00至0:05上播出五分鐘的《除夕夜的鐘聲》，至此除夕夜的節目播送完畢。
1954/1955年則於23:30-23:55播出事前預錄的記錄短片《送舊年（ゆく年を送る）》，除夕23:55-元旦0:30播出《除夜的鐘》，並從淺草寺進行現場直播，播出時間也較前年大幅延長。現在的節目名稱（ゆく年くる年）自1955/1956年開始採用，但實際上1955/1956年播出時的節目名稱為《逝く年、来る年》，1956/1957年節目播出名稱則為《逝く年来る年》。

## 節目流程

### 節目播出前
節目製作由全國各地的新聞節目導演負責，轉播的場所約於節目播出前一個月開始決定，而節目的整體製作則由東京報導局負責製作《NHK新聞 早安日本》節目的部門負責。節目的劇本會在節目播出的約半個多月前開始以分鏡的方式製作，且每個轉播地點的直播秒數與評論的內容皆會有精細的規劃，劇本內容會經由東京放送中心的定期檢閱，編撰時程會持續至節目播出當日。
此外，為確保節目進行符合NHK的規劃，寺廟也會參與節目的製作，並且會邀請參拜民眾與當地居民、僧侶、牧師等協助合作進行，有時一些古老或已失傳的宗教儀式也會藉由NHK的節目播出而重現。而由於節目製作人員的更迭，節目的連續性有時也會中斷，山形縣的羽黑山與福島縣等地皆曾出現了與數年前相同的節目直播內容。
設置攝影機、連結轉播車的線路、設置照明設備等準備工作於節目播出2天前開始。過去每一個轉播地點的轉播預算常超過500萬日元，但現在已經開始試圖減少花費。因重視轉播工作人員的安全，職員也會進行調動。例如現場轉播車裡有在總導演身後進行秒數倒數的人員，以及保護各個攝影機的人員，負責管理工作人員住宿與飲食的人員等，全員皆為員工主管。節目現場一定會有一位擔任管理職的播報員或部長級的主管站在主持的播報員身旁，並且具有一套特殊的檢查體制。
節目播出當晚，於前一個節目《NHK紅白歌合戰》播出時會進行稱為「全國彩排」的模擬廣播排練，會進行與節目正式播出時幾乎相同的流程，以確保各直播場所轉播流程順暢。排練的過程會被以影像紀錄下來，不只作為確認用，也會作為發生突發狀況時的預防措施。排練的過程於節目正式播出時亦會同步播出，以確保必要時可以隨時切換畫面，藉此確立一個絕對不會中斷直播的體制。
除了受新冠肺炎影響的某幾年外，直播場所的負責分台與直播場所，基本上皆會於12月31日前便會公告於NHK的官網。

### 節目進行

#### 跨年前
於23:45《NHK紅白歌合戦》結束的當下，便會切換NHK大廳內的影像至第一個進行直播的寺院與神社。節目開始後一段時間從宗教場所進行現場直播，轉播除夕夜鐘聲響起時全國各地寺廟場地和主殿的場景、民眾於深夜首次參拜神社的場景以及為來年祈禱，節目旁白也會介紹該地區與該地區特有的社會問題（例如少子化議題等）。
過去，該節目曾轉播跨年後世界各國的畫面，也曾直播無論日期與時間更迭仍照常工作的人們（例如東京新橋的計程車司機與福岡八幡製鐵廠的員工等）的場景。

#### 跨年瞬間
於跨年的瞬間，畫面左上方會顯示「0:00」的時刻。負責主持的播報員會以「新年快樂」、「20○○年，令和○○年開始了」（2021/2022年等）作為祝賀詞。
不同於商業電視台的新年節目通常會有許多來賓，以喜慶的方式共同迎接新年，本節目沒有新年倒數等環節，也因此本節目與其他商業電視台的新年節目存在巨大差異。不過也有一次例外，迎接千禧年的1999/2000年，直播畫面於23:58:30左右回到NHK廣播電視中心，由《第50回NHK紅白歌唱大賽》的表演者與觀眾共同進行新年倒數。

#### 跨年後
跨年後，節目會直播來自全國各地迎接新年的場景，場景為前年的話題場所與來年將舉辦大型活動或賽事的場地。
話題場所的例子如下：
- 1999/2000年：應對2000年問題的從業者的討論場景
- 2004/2005年：新潟縣中越地震受災地
- 2007/2008年：新潟縣中越沖地震受災地。

將舉辦大型活動或賽事的場地如下：
- 1984/1985年：國際科學技術博覽會（日语：国際科学技術博覧会）（筑波萬博）會場
- 1989/1990年：花卉博覽會會場
- 1997/1998年：長野奧運白馬村 白馬跳台體育場（日语：白馬ジャンプ競技場）[19]
- 2001/2002年：FIFA2002年國際足總世界盃日本國內舉辦會場（日產體育場等）
- 2004/2005年：愛知萬博會場。
- 2024/2025年：大阪萬博會場

### 節目結束後
節目結束後會播出新年的第一次（放送上仍視為除夕夜當晚的節目）《NHK新聞》，主播會以「新年快樂」作為祝賀詞並開始播報，通常播報內容為與新年有關的話題或前年各領域的數據等。
至1980年代前半為止，新聞播出後（0:30 - 0:40）至隔天早晨6時頻道再次開始播出節目前，頻道會進行收播。
1983年/1984年後，除夕夜頻道的播出時間大幅延長，本節目結束後或隨後的新聞結束後仍會持續播出新年特別節目。第一次實現頻道於除夕夜～元旦通宵播出為1995年/1996年（1996年1月1日），此後每年除夕夜皆為通宵播出的特殊節目編排。

## 年表
- 表中的「主要直播地點」欄位中以粗體字標註的場所為0時到來時（迎接新年的除夜鐘聲）的直播地點，標註KS的場所為主持人與廣播基地的所在地。
- 負責主持的播報員長年由當年負責主持NHK News Wide（日语：NHKニュースワイド）→NHK Morning Wide（日语：NHKモーニングワイド）→NHK新聞 早安日本的播報員擔任[註釋 5]。

| 年份             | 主持人                | 主要直播地點 |  |
| ---------------- | --------------------- | --- |  |
| 1995年 ｜ 1996年 |                       | 真狩村（北海道） 滿福寺（秋田縣） 淺草寺（東京都台東區）KS 高山（岐阜縣） 藥師寺（奈良縣奈良市） 生田神社 鷹取教会（兵庫縣神戸市） 北淡町（兵庫縣淡路島） 曹源寺（岡山縣） 大窪寺（香川縣） 臼杵石佛（大分縣） 和平基石（沖繩縣） |  |
| 1996年 ｜ 1997年 | 有働由美子            | 圓藏寺（福島縣河沼郡柳津町） · 清水寺（京都府京都市東山區） · 三佛寺（鳥取縣東伯郡三朝町） · 願成就院（靜岡縣伊豆之國市※當時為田方郡韮山町） · 淺原神社（新潟縣小千谷市） · 英彦山神宮（福岡縣田川郡添田町） · 高野山（和歌山縣伊都郡高野町） · 臨海副都心（東京都） · 六甲八幡神社（兵庫縣神戸市灘區） · 普天滿宮（沖繩縣宜野灣市） · 香港 |  |
| 1997年 ｜ 1998年 |                       | 出羽三山神社（山形縣鶴岡市） 觀世音寺（福岡縣太宰府市） 瑞龍寺（富山縣高岡市） 大湊神社（福井縣坂井市※當時為坂井郡三國町） 瑞巖寺（宮城県宮城郡松島町） 善光寺（長野縣長野市） 長野奧運會場（長野縣北安曇郡白馬村）KS 太皷谷稲成神社（島根縣鹿足郡津和野町） 明石海峡大橋（兵庫縣） 竹林寺（高知縣高知市） 海底神社（千葉縣館山市） 上武佐基督東正教正教會（北海道標津郡中標津町） |  |
| 1998年 ｜ 1999年 |                       | 法眼寺（青森縣黑石市） 專修寺關東別院（東京都品川區） 最勝院（栃木縣那須郡那須町） 天台寺（岩手縣二戸郡浄法寺町） 名海苔（三重縣志摩郡大王町） 千光寺（廣島縣尾道市） 東大寺（奈良縣奈良市） 北方大文字（北海道空知郡上富良野町） 大阪天満宮（大阪府大阪市北区） 總持寺祖院（石川縣輪島市 ※當時為鳳珠郡門前町） 天主教中町教會（長崎縣長崎市） 善通寺（香川縣善通寺市） |  |
| 1999年 ｜ 2000年 | 三宅民夫              | NHK大廳（東京都澀谷區） |  |
| 2000年 ｜ 2001年 | 三宅民夫              | 出羽三山神社（山形縣東田川郡羽黒町） 安国寺（岐阜縣高山市※當時為吉城郡國府町） 厳島神社（廣島縣廿日市市※當時為佐伯郡宮島町） 有珠善光寺（北海道伊達市） 沖縄和平祈念堂（沖繩縣糸滿市） 比叡山延暦寺（滋賀縣大津市） （兵庫縣明石市） 帝釋天（東京都葛飾区） 藥師寺（奈良縣奈良市） 日本科學未來館（東京都江東区） |  |
| 2001年 ｜ 2002年 | 住田功一 青山祐子     | 橫濱國際綜合競技場（神奈川縣橫濱市港北区）KS 長谷寺（奈良縣櫻井市） 浦上天主教會（長崎縣長崎市） |  |
| 2002年 ｜ 2003年 | 柿沼郭                | 觀世音寺（福岡縣太宰府市） · 奄美大島（鹿兒島縣奄美市） · 昭和基地（ 南极洲） · 小柴昌俊博士宅（東京都杉並区） |  |
| 2003年 ｜ 2004年 | 三宅民夫 高橋美鈴     | 金剛峰寺（和歌山縣伊都郡高野町） · 淺草寺（東京都台東区）KS · 朝日山計仙麻神社（宮城縣石巻市） · 故鄉銀河線、陸別站（北海道足寄郡陸別町） · 勝興寺（富山縣高岡市） · 一般住宅（宮城縣登米市） · 憲法廣場（ 希腊 雅典） · 岩户神社（宮崎縣延岡市北川町※當時合併前為東臼杵郡北川町） · 藥王寺（德島縣海部郡美波町） · 筒賀大歳神社（廣島縣山県郡安芸太田町） · 八坂神社（京都府京都市東山区） |  |
| 2004年 ｜ 2005年 | 野村正育 高橋美鈴     | 常慶院（長野縣下水内郡栄村） · 洞盟寺（新潟縣長岡市） · 厳島神社（廣島縣廿日市市） · 臼杵石仏（大分縣臼杵市） · 平安神宮（京都府京都市左京区） · 2005年日本國際博覽會（愛知縣愛知郡長久手町（現：長久手市））KS · 明治神宮（東京都渋谷区） · 金刀比羅宮（香川県仲多度郡琴平町） · 毛越寺（岩手縣西磐井郡平泉町） · 飯生神社（北海道山越郡長万部町） · 宮城球場（宮城縣仙台市宮城野区） · 安帕拉（ 斯里蘭卡） · 巴格達（ 伊拉克） · 原爆圓頂館（廣島縣廣島市中区） · 1.17希望之燈（兵庫縣神戸市中央区） · 那谷寺（石川縣小松市） · 首爾（ ） |  |
| 2005年 ｜ 2006年 | 無                    | 常呂町冰壺館（北海道北見市） 出羽三山神社（山形県鶴岡市） 埼玉2002體育館（埼玉縣埼玉市綠區 (埼玉市)） 東京灣海上交通中心（神奈川縣横須賀市） 惠比壽神社（福井縣丹生郡越前町） 豊川稻荷（愛知縣豐川市） 比叡山延暦寺（滋賀縣大津市） 藥師寺（奈良縣奈良市） 世界平和記念聖堂（廣島縣廣島市中區） 竹林寺（高知縣高知市） 椎葉厳島神社（宮崎縣東臼杵郡椎葉村） |  |
| 2006年 ｜ 2007年 | 松尾剛 首藤奈知子     | 姥神大神宮（北海道檜山郡江差町） 大畑八幡宮（青森縣陸奧市） 願成寺（福島縣喜多方市） 柴又帝釋天（東京都葛飾区）KS 法明寺 鬼子母神堂（東京都豐島區） 伊勢神宮外宮（三重縣伊勢市） 知恩院（京都府京都市東山区） 箸蔵寺（德島縣三好市） 光明寺（山口縣下關市） 竹富島（沖繩縣八重山郡竹富町） |  |
| 2007年 ｜ 2008年 | 松尾剛 首藤奈知子     | 夕張神社（北海道夕張市） 中尊寺（岩手縣西磐井郡平泉町） 淺草寺（東京都台東区）KS 番神堂（新潟縣柏崎市） 明善寺（岐阜縣大野郡白川村） 平等院鳳凰堂（京都府宇治市） 長谷寺（奈良縣櫻井市） 西國寺（廣島縣尾道市） 岩屋寺（愛媛縣上浮穴郡久万高原町） 中町天主教會（長崎縣長崎市） |  |
| 2008年 ｜ 2009年 | 阿部渉 島津有理子     | 沼田神社（北海道雨龍郡沼田町） 唐松神社（秋田縣大仙市） 双林寺（宮城縣栗原市） 成田山新勝寺（千葉縣成田市）KS 紅磚倉庫（神奈川縣橫濱市中区） 瑞龍寺（富山縣高岡市） 清水寺（京都府京都市東山区） 美保神社（島根縣松江市美保関町） 善通寺（香川県善通寺市） 觀世音寺（福岡縣太宰府市） |  |
| 2009年 ｜ 2010年 | 森本健成 島津有理子   | 慈恩寺（山形縣寒河江市） 朝護孫子寺（奈良縣生駒郡平群町） 增上寺（東京都港区）KS 両子寺（大分縣國東市） 上武佐基督正教會（北海道標津郡中標津町） 多聞院（廣島縣廣島市南区） 妙嚴寺［豐川稻荷］（愛知縣豐川市） 歌舞伎座（東京都中央区） 潮江天満宮（高知縣高知市） 妙成寺（石川縣羽咋市） |  |
| 2010年 ｜ 2011年 | 森本健成              | 亀戸天神社（東京都江東区）KS · 知恩院（京都府京都市東山区） · 東京晴空塔（東京都墨田區） · 羽田機場（東京都大田区） · 中山寺（福井縣大飯郡高浜町） · 白兎神社（鳥取縣鳥取市） · 白鬚神社（宮崎縣兒湯郡川南町） · 津輕鐵道（青森縣五所川原市） · 陶山神社（佐賀縣西松浦郡有田町） · 鵡川神社（北海道勇拂郡鵡川町） · 首爾（ ） · 伊東市的海底（静岡縣伊東市） · 三番叟表演（德島縣三好市） |  |
| 2011年 ｜ 2012年 | 森本健成 鈴木奈穂子   | 新雪谷滑雪場（北海道虻田郡倶知安町） · 中尊寺（岩手縣西磐井郡平泉町）KS · 洞源院（宮城縣石卷市） · 相馬太田神社（福島縣南相馬市） · 東京晴空塔第1瞭望台（東京都墨田区） · 山下公園（神奈川縣橫濱市中区） · 日石寺（富山縣中新川郡上市町） · 東大寺（奈良縣奈良市） · 湯神社（岡山縣美作市） · 石手寺（愛媛縣松山市） · 波上宮（沖繩縣那霸市） · 溫布利球場（ 英国 倫敦市） |  |
| 2012年 ｜ 2013年 | 阿部渉 鈴木奈穗子     | 宗谷岬【跨年據點】（北海道稚内市） 普門寺（岩手縣陸前高田市） 大崎八幡宮（宮城縣仙台市）KS 長福寺（福島縣双葉郡川内村） 淺草寺（東京都台東区） 東京晴空塔（東京都墨田区） 鶴岡八幡宮（神奈川縣鎌倉市） 西圓寺溫泉（石川縣小松市） 伊勢神宮（三重縣伊勢市） 清水寺（京都府京都市） 清神社（廣島縣安芸高田市） 護王神社（香川縣香川郡直島町） 耶馬溪【青之洞門】（大分縣中津市） |  |
| 2013年 ｜ 2014年 | 阿部渉 鈴木奈穗子     | 歌登八幡神社（北海道枝幸郡枝幸町） 常呂冰壺館（北海道北見市） 江岸寺（岩手縣上閉伊郡大槌町） 德本寺（宮城縣亘理郡山元町） 小名浜諏訪神社（福島縣磐城市） 增上寺（東京都港区）KS 海中寺（東京都大島町） 北口本宮富士淺間神社（山梨縣富士吉田市） 拿刀村（福井縣越前市） 唐招提寺（奈良縣奈良市） 出雲大社（島根縣出雲市） 岩本寺（高知縣高岡郡四万十町） 門司港舊城區（福岡縣北九州市門司区） |  |
| 2014年 ｜ 2015年 | 阿部渉 鈴木奈穗子     | 金剛峯寺（和歌山縣伊都郡高野町） 藥王寺（德島縣海部郡美波町） 淺草寺（東京都台東区淺草）KS 光廣神社（廣島縣廣島市安佐南区） 王滝御嶽神社（長野縣木曾郡王滝村） 同慶寺（福島縣南相馬市） 吉祥寺（岩手縣上閉伊郡大槌町） 圓教寺 (姬路市)（兵庫縣姫路市） 富山車站 (日本)（富山縣富山市） 神戶大倉飯店屋頂上直播攝影機（兵庫縣神戶市中央区） 熊野神社（宮城縣牡鹿郡女川町） 金刀比羅神社（北海道根室市） 浦上天主堂（長崎縣長崎市） 長崎和平公園（長崎縣長崎市）                                                                               |  |
| 2015年 ｜ 2016年 | 阿部渉 和久田麻由子   | 永平寺（福井縣吉田郡永平寺町） · 伊勢神宮（三重縣伊勢市）KS · 報國寺（茨城縣常總市） · 上山八幡宮（宮城縣本吉郡南三陸町） · 松江城（島根縣松江市） · 円成寺（島根縣松江市） · 比叡山延曆寺（滋賀縣大津市） · 道後溫泉（愛媛縣松山市） · 今右衛門本窯（佐賀縣西松浦郡有田町） · 泉山磁石場（佐賀縣西松浦郡有田町） · 廣徳院（福島県双葉郡楢葉町） · 新函館北斗駅（北海道北斗市） · 奧運公園（ 巴西 里約熱內盧） |  |
| 2016年 ｜ 2017年 | 阿部渉 和久田麻由子   | 地蔵院（秋田縣羽後町） 春日大社（奈良縣奈良市）KS 南富良野神社（北海道空知郡南富良野町） 善通寺（香川縣善通寺市） 新宿高速公路公車總站（東京都涉谷區） 平等院鳳凰堂（京都府宇治市） 神戸港（兵庫縣神戸市中央区） 加藤神社（熊本縣熊本市中央区） 「Pongyi」招待所（石川縣金澤市） 山津見神社（福島縣相馬郡飯館村） 嚴島神社（廣島縣廿日市市） |  |
| 2017年 ｜ 2018年 | 高瀬耕造 和久田麻由子 | 明善寺（岐阜縣大野郡白川村） · 熊野大社（山形縣南陽市） · 川崎大師平間寺（神奈川縣川崎市川崎区） · 八坂神社（京都府京都市東山区） · 沼田神社（北海道沼田町） · 南淋寺（福岡縣朝倉市） · 海津見神社（高知縣高知市） · 宇都井駅（島根縣邑南町） · 平昌奧林匹克體育場（ 平昌） |  |
| 2018年 ｜ 2019年 | 高瀬耕造 和久田麻由子 | 厚真神社（北海道勇拂郡厚真町） 鵜住神社（岩手縣釜石市） 光泉寺（群馬縣吾妻郡草津町） 東京晴空塔（東京都墨田區）KS 澀谷交叉十字路口（東京都渋谷区） 羽田機場國際線航廈（東京都大田区） 日龍峯寺（岐阜縣關市） 興福寺（奈良縣奈良市） 源福寺（岡山縣倉敷市） 大乘寺（愛媛縣宇和島市） 沖縄平和祈念堂（沖縄縣糸滿市） |  |
| 2019年 ｜ 2020年 | 高瀬耕造 石橋亜紗     | 北方大文字（北海道空知郡上富良野町） 相馬太田神社（福島縣南相馬市） 布良崎神社（千葉縣館山市） 成田山新勝寺（千葉縣成田市）KS 亀戸香取神社（東京都江東区） 東別院［真宗大谷派名古屋別院］（愛知縣名古屋市中区） 知恩院（京都府京都市東山区） 藥師寺（奈良縣奈良市） 曹渓宗光明寺（山口縣下關市） 山崎忌部神社（德島縣吉野川市） 坂本八幡宮（福岡縣太宰府市） |  |
| 2020年 ｜ 2021年 | 高瀬耕造 石橋亜紗     | 比叡山延暦寺（滋賀縣大津市） 八栗寺（香川縣高松市） 深大寺（東京都調布市）KS 橫濱中華街【媽祖廟】（神奈川縣橫濱市中区） 白兎神社（鳥取県鳥取市） 青井阿蘇神社（熊本縣人吉市） 牧場（北海道足寄郡足寄町） 来宮神社（静岡縣熱海市） 寮（群馬縣前橋市） 洞源院（宮城縣石卷市） |  |
| 2021年 ｜ 2022年 | 高瀬耕造 桑子真帆     | Tomamu渡假村（北海道勇拂郡占冠村） 中尊寺（岩手縣西磐井郡平泉町） 善光寺（長野縣長野市） 羽田機場（東京都大田区） 淺草寺（東京都台東区）KS 伊豆山神社（靜岡縣熱海市） 碧南滑板公園（愛知縣碧南市） 清水寺（京都府京都市東山区） 舞乃座（島根縣江津市） 弘法寺（高知縣高知市） 普天滿宮（沖縄縣宜野灣市） |  |
| 2022年 ｜ 2023年 | 首藤奈知子 三條雅幸   | 唐招提寺（奈良縣奈良市） 光泉寺、草津溫泉（群馬縣吾妻郡草津町） 鶴岡八幡宮（神奈川縣鎌倉市）KS 聖奧爾本教會（東京都港區） 勝興寺（富山縣高岡市） 岩木山神社（青森縣弘前市） Esconfield（北海道北廣島市） 霧島神宮（鹿兒島縣霧島市） 泰平寺（愛媛縣宇和島市） 嚴島神社（廣島縣廿日市市） |  |
| 2023年 ｜ 2024年 | 首藤奈知子 井上二郎   | 知恩院（京都府京都市東山区） 安樂寺（德島縣板野郡上板町） 神田明神（東京都千代田区）KS 歌登八幡神社（北海道枝幸郡枝幸町） 太平山三吉神社（秋田縣秋田市） 京濱卡車終點站（東京都大田區） 八代海（熊本縣水俣市） 龍泉寺（岡山縣岡山市北区） 福井車站 (福井縣)（福井縣福井市） 阿蘇神社（熊本縣阿蘇市） 石山寺（滋賀縣大津市） |  |
| 2024年 ｜ 2025年 | 首藤奈知子 三條雅幸   | 長谷寺（奈良縣櫻井市） 善通寺（香川縣善通寺市） 增上寺（東京都港区）KS 珠洲神社（石川縣珠洲市） 大塚八幡神社（宮崎縣宮崎市） 原爆圓頂館（廣島縣廣島市中区） 北方大文字 （北海道空知郡上富良野町） 宇佐神宮（大分縣宇佐市） 神戶港塔（兵庫縣神戶市中央区） 大阪關西萬博會場（大阪府大阪市此花區） NHK放送博物館（東京都港区） 箟峯寺（宮城縣遠田郡涌谷町） 多聞院 （廣島縣廣島市南区） |  |

## 備註

## 外部連結
- NHK ゆく年くる年，存于
- ゆく年くる年 - NHK放送史（日本放送协会）（日語）

- ゆく年くる年 - NHK放送史（日本放送协会）（日語）

- NHKアーカイブスカタログ―テレビ番組放送記録＋番組小史 1953〜2008，存于
- R1 blog:NHKブログ | 聞きモノ！ | [31日(木)の聞きモノ!]年越しラジオ ゆく年くる年，存于